# Torre de Comunicaciones de Montjuïc
La Torre de Comunicaciones de Montjuïc (en catalán: Torre de Comunicacions de Montjuïc) es una torre de radiodifusión obra del arquitecto e ingeniero Santiago Calatrava construida entre 1989 y 1992 en el anillo olímpico de Montjuic en Barcelona, España, con motivo de los Juegos Olímpicos de Verano de 1992.
Esta torre de acero, de 136 metros de altura, tiene un diseño innovador respecto a la mayoría de torres de comunicaciones, con una forma estructural que no se basa en un tronco vertical sino que en este proyecto el arquitecto basó su diseño en la figura de un atleta de la Grecia antigua en el momento de recoger su medalla, comenzando a arrodillarse para el evento. En la base tiene una fuente de hormigón armado decorada con trencadís, un homenaje a Gaudí. La torre es de color blanco y también está formado por placas lisas metálicas.
La promotora de la construcción de la torre fue la sociedad de telecomunicaciones española Telefónica Movistar, por lo que la torre también es denominada Torre Telefónica. Se conoce también por los nombres Torre de Montjuic y Torre Calatrava.

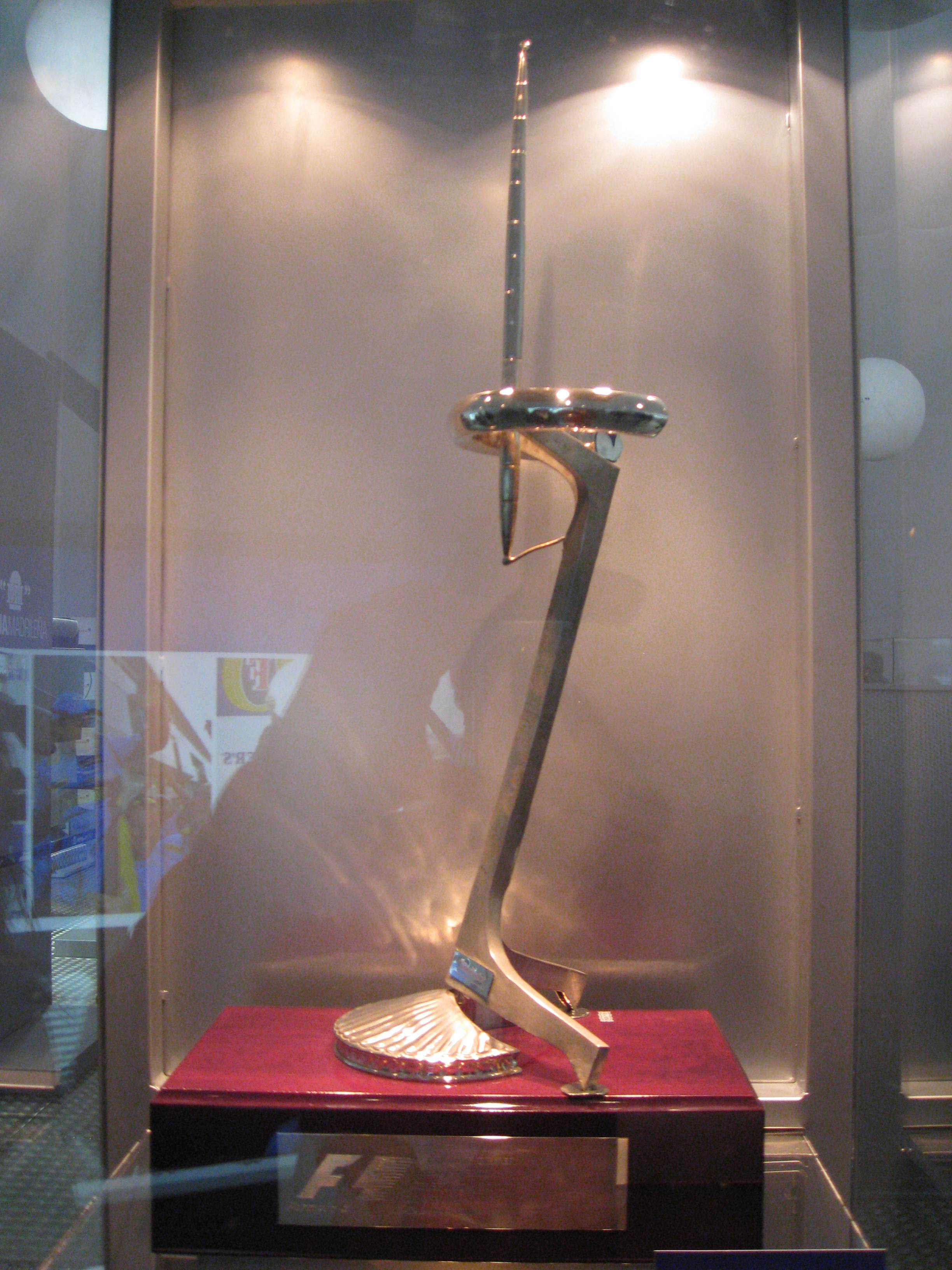
Trofeo G.P. de España de F1.

La propia orientación de la torre hace que actúe como reloj de sol proyectando la sombra de la aguja central sobre la plaza de Europa. Además, presenta la novedad técnica de incluir una plataforma circular con los platos de transmisión de datos.
Como muchos de los edificios que se construyeron con motivo de los Juegos Olímpicos de Verano en 1992, el tiempo dedicado a la construcción de esta torre era también muy corto. Se aplicó un hormigón flexible, como el que se destina a la construcción de chimeneas en centrales eléctricas, y se acabó coloreando. La calidad del hormigón aplicado en la construcción fue la requerida para poder ser capaz de acortar el tiempo de construcción. La torre se terminó en el otoño de 1991.
Además de su función en lo que se refiere a telecomunicaciones, el logro del arquitecto fue que la torre destaque como una obra de arte y símbolo.
Su imagen es desde el año 2006, el trofeo que se otorga al ganador del Gran Premio de España de telefónica de Fórmula 1 que se disputa en el Circuito de Cataluña.